# 福山カップリング
福山カップリング（ふくやまカップリング）は、パラジウム触媒存在下でのチオエステルとハロゲン化有機亜鉛とのカップリング反応である。反応生成物としてケトンが得られる。本反応は福山透らによって1998年に開発された。本反応の利点は、高い化学選択性や穏和な反応条件、毒性の低い試薬の使用などである。
この方法の一つの利点は、反応がケトンで停止し、3級アルコールまで進行しないことである。加えて、このプロトコルはケトンや酢酸エステル、スルフィド、芳香族臭素化合物、塩素化合物、アルデヒドなどの官能基を許容する。
この反応は、ビオチンの合成でも用いられた（反応はケトンまで進行しない）。
本反応は、概念的に関連する先行した福山還元に続いて開発された。